# ドライゼM1907

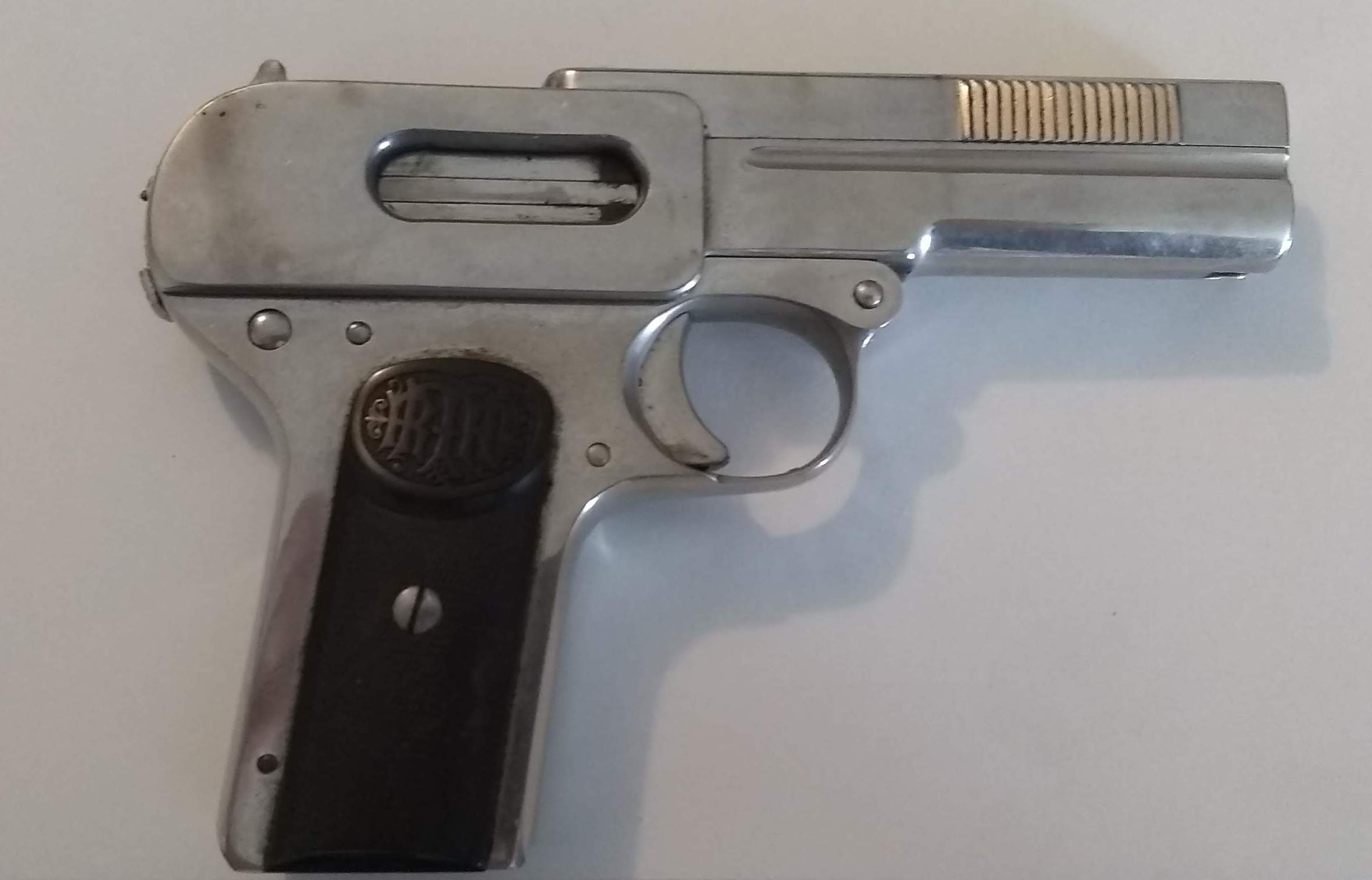
ドライゼM1907、ニッケルプレート仕様

ドライゼM1907とはルイス・シュマイサーによって設計された自動式拳銃である。この拳銃の名前はドライゼ銃の設計者であるニコラウス・フォン・ドライゼにちなんでいる。1901年、ヴァッフェンファブリーク・フォン・ドライゼ社はゾンメルダにあったライニッシェ・メタルヴァレン&マシーネンファブリークに取得されていたものの、ドライゼのモデルである拳銃はドライゼの名のもとで販売された。この拳銃はブローニング・ピストルの初期デザインに影響を受けている。
この拳銃は当時としては面白い特徴を持つ。拳銃が射撃準備を整えた際、撃針が薬室を閉鎖するブロックの後尾を通り抜け、突き出して見えるため、初期の拳銃のコッキング表示のような機能として働いた。クリーニングのためにはフレーム、レシーバー、そしてスライドを、トリガーガード前方のピンを介して前方へピボット回転させる。本拳銃とその派生品、ドライゼM1907ポケットピストルやドライゼM1912パラベラムは単純なブローバックによる反動利用作動方式ではあるものの、特異な設計ではある。
また同社は、6.35mmポケット版、別名モデル1907を生産した。1912年、後継として9mmパラベラム・ドライゼM1912が世に出た。RM & M Dreyseの刻印が押され、9x19mmパラベラム弾を使用する。
本銃は製造時期が限られていたにもかかわらず、現代まで比較的著名であるが、その理由の大半は第二次世界大戦末期に国民突撃隊や国民擲弾兵が用いたことで、多数の連合軍兵士がこの拳銃を戦争の記念品として家庭に持ち帰ることができたためだった。

## ドライゼ社
ヴァッフェンファブリーク・フォン・ドライゼ社は、有名なプロイセン陸軍向けのドライゼ銃を生産するために1841年から創立されていた。また彼らはニードル・ピストルや管打式リボルバーも製造していた。1872年、ドイツ陸軍がマウザー社製品を採用したのちにドライゼの工場は衰退して行った。1901年になると、ゾンメルダのライニッシェ・メタルヴァレン&マシーネンファブリークがヴァッフェンファブリーク・フォン・ドライゼ社を買収した。

## 開発

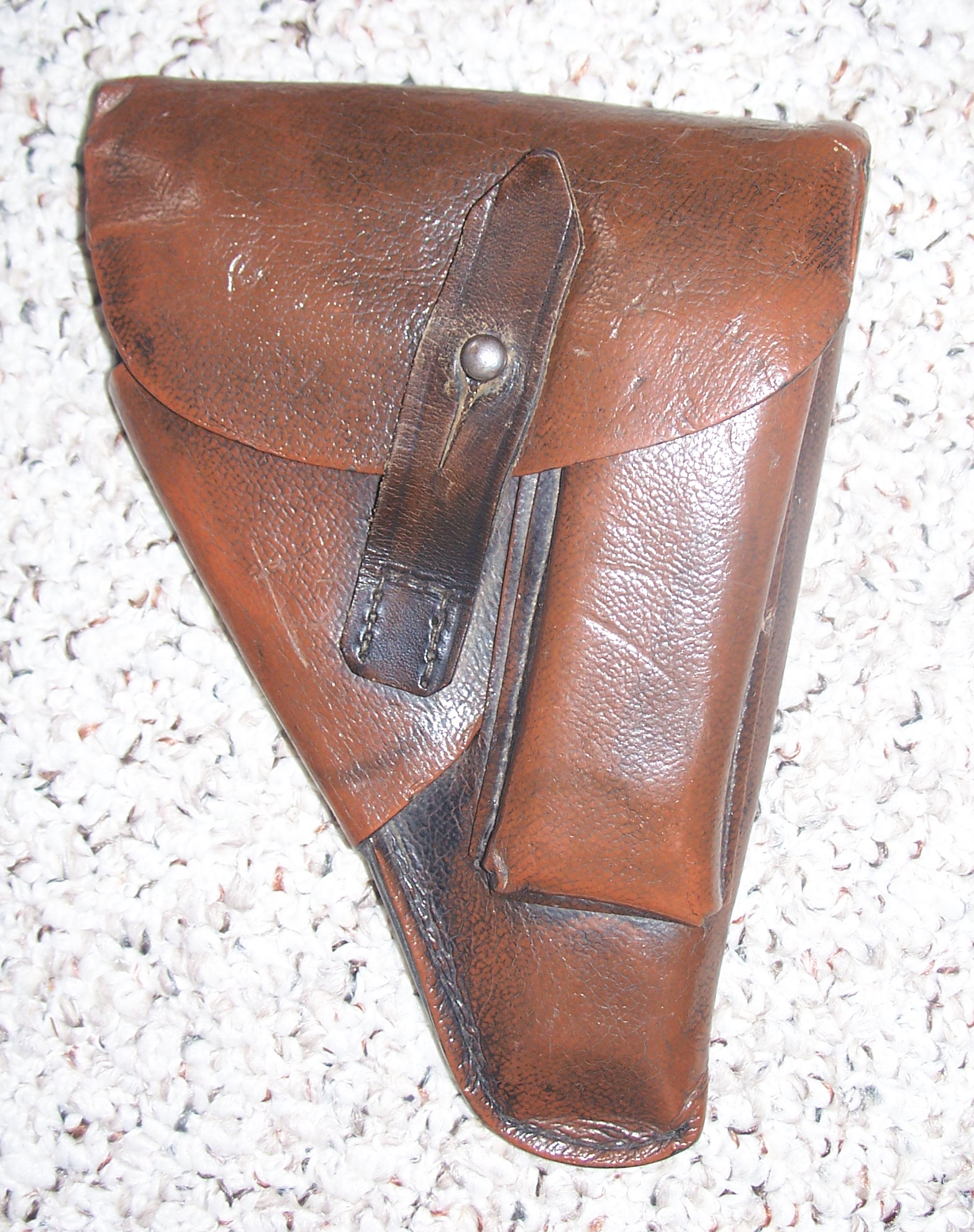
大戦後期のプレストフ製ホルスター。国民擲弾兵のために製造されたもの。

ドライゼM1907は1905年から1906年にかけ、ルイス・シュマイサーが設計した銃である。販売は1907年以降である。この以前、彼はテオドール・ベルグマンと共にベルグマン機関銃の開発のため働いていた。
7.65mm弾を用いる自動拳銃としては最初のものであり、最も特異な銃である。クランク状に曲げられたスライドの大部分は銃身の頂部に沿って配置されており、また短い部分が薬室後方に突き出し、ブリーチブロックとして働く。
ブリーチブロックは、平滑化されたフレームにブリッジを付けた部品の中に留められる。ブリッジは後方の照門を乗せ、スライドの上部機構を拘束する。リコイルスプリングが銃身を包み、それらはフレーム内に取り囲まれており、スプリングキャッチを介してスライド前端部に噛み合うカラーにより固定されている。スライド前部には指を掛ける溝が設けられており、スライドを引き戻すとブリーチブロックが運ばれ、フレーム後方にのぞいて見える。
ドライゼ拳銃は撃針で発火する。薬室に装弾された際、この撃針の尾部はブリーチブロックの後尾から突き出す。フレームとスライドの上部は、全体がトリガーガード前部のピンによってピボット式に回転でき、フレーム後端の留め金によって射撃位置に固定される。この最後の工夫は分解に必須だった。クランク状に曲げられたスライドは、別の方法で取り外すことが不可能である。
ドライゼ社の設計はジョン・ブローニングのFN M1900から強い影響を受けているが、ブローニングはリコイルスプリングを銃身の上部に設けている。一方でドライゼ社のものはスプリングを同心円状に配した。にもかかわらず全体的な形状、グリップ形状と角度、外面の設計、弾倉のリリース方式、手動の安全装置の位置、ブリーチブロックなどが類似している。

## 設計の改良
大きな改良点は発射機構に関するものだけである。1915年よりも前には、コック状態の撃針は引き金によって解放される前、シアーにより固定されていた。引き金を引くのに続いて、撃針が押し戻されてから解放されるようになり、撃針のバネが大幅に圧縮された。また別の変更が戦時中に行われた。これはスライド前面にくぼみを切り、リコイルスプリングを保持するブッシュを楽に取り外せるようにするなどが含まれた。

## 派生型
この拳銃の初期のものは「DREYSE Rheinische Metallwaren- & Maschinenfabrik ABT. SOMMERDA」がフレームの左側に刻印され、さらに「RMF」のモノグラムがグリップ上に記されている。後期のこの拳銃には普通、「DREYSE RHEINMETALL ABT. SOMMERDA」が刻印されている。
1914年に製造された数丁には「DREYSE」のマーキングが欠けている。これはロイヤルサクソン警察隊などの警察部隊に商業用として販売されたもので、こうした拳銃には「K. Sachs. Gend.」のように刻印が施されている。

## 軍の採用
主にオーストリアの兵員が第一次世界大戦中に用いており、オーストリア＝ハンガリーのハプスブルグ帝国士官が特に採用していた。また、第一次世界大戦中のドイツ帝国士官にも使われた。
ドイツ帝国陸軍のために生産された拳銃には、銃右側の薬莢蹴出口の上に受領時の刻印がついている。同様にCrown Nの一般的な商標刻印が、フレーム左側面とトリガー付近のスライドにつけられている。
第二次世界大戦中、この銃はドイツ国防軍の兵員、特に士官に使われた例が見られる。戦争末期には国民擲弾兵や国民突撃隊のためにこの拳銃が多量にあてがわれた。後者には、いわゆる「last-ditch（土壇場）」としばしば呼ばれたプレストフ製ホルスターが付属していた。これらは国に帰還する軍人たちによってアメリカへ大量に持ち帰られ、今日ではアメリカ国内で銃としての価値を示している。一般的に、紙でできているプレストフ製ホルスターは現存していない。
1921年及び1922年には、チェコ陸軍によって数千丁が購入されている。ただし1923年には詳細不明の事件により軍用から外されている。
1912年、教皇を守るバチカンのスイス衛兵が、士官と下士官用にこの拳銃を30丁必要とした。これらはSIG P225拳銃、スイスではP75と呼ばれる製品に代替される1980年まで就役し続けた。
第二次世界大戦中、この拳銃はノルウェーのレジスタンスのもとにたどりついた。かなり多数の本拳銃が自作のステンガンや非合法な無線機と共に保有され、ノルウェーのレジスタンス活動家やその同志の家屋の壁に隠されているのが発見された。
ドライゼ拳銃を用いたノルウェーでの作戦は何も記録されていない。これらの拳銃の詳細不明の「事故」については、ヒンジとなっている上部構造を固定する、後部のラッチがゆるんでいる可能性がある。もしこれが起こると、撃針が前方へ押し出されるかもしれず、薬莢を発火させる。ある市民の事故が80年代に起きており、後部ラッチが緩んだ結果、射手は自分の足を7.65mm弾で撃ち抜いた。

## 輸入
アメリカはドライゼM1907を契約によって公的に輸入したことはないが、第二次世界大戦後にはG.I.たちが相当数を持ち帰った。

## 採用国
- オーストリア＝ハンガリー帝国
- フィンランド
- ドイツ帝国
- ナチス・ドイツ
- リトアニア: 110丁を購入、1919年から1920年にかけ取得。
- オスマン帝国
- バチカン市国: 30丁を購入、のちSIG P75に代替された。

## 現存
ドイツのムンスター戦車博物館では、ドイツ陸軍携行武器の展示場にドライゼM1907が1丁置かれている。

## 他メディアでの使用
ドライゼM1907はボードゲーム「Cluedo」の初期バージョンに登場するが、名前が回転式拳銃に誤って付けられている。
フリッツ・ラングの作品である1933年の映画『怪人マブゼ博士』にはドライゼ1906という銃が描かれている。元は刑事ホフマイスターであり今では暗殺者ハーディの愛用の武器で、Dr.クラムを殺害する。ハーディの死後にローマン探偵長が、こんな銃は長い間時代遅れなものだが、ハーディは使い慣れた「1906ドライゼ」拳銃を使用したに違いないと熟考している。この映画はヨーゼフ・ゲッベルスによって発禁処分を受け、ドイツでは1951年まで上映されることがなかった。
2017年にドイツで限定的に放映された、ドイツのワイマール共和国を舞台とした作品『「バビロン・ベルリン』では、男性主人公であるゲレオン・ラス警部補がドライゼM1907を装備する。これは警察官用の武器として登場している。